# Spaltbares Tensid
Ein spaltbares Tensid ist ein Tensid, das unter vergleichsweise milden Bedingungen hydrolysiert werden kann. Spaltbare Tenside werden in der Proteinreinigung in Vorbereitung einer Massenspektrometrie verwendet.

## Eigenschaften

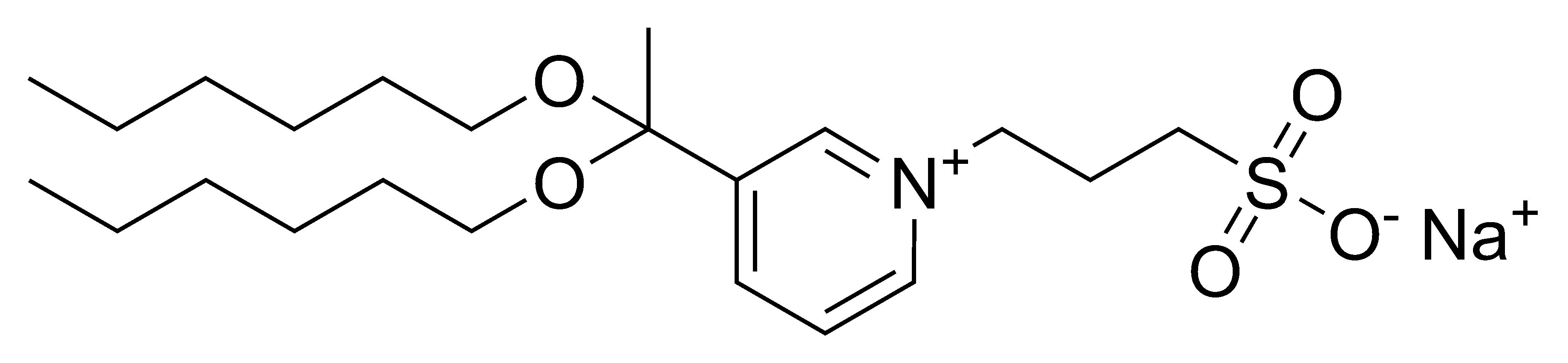
PPS.

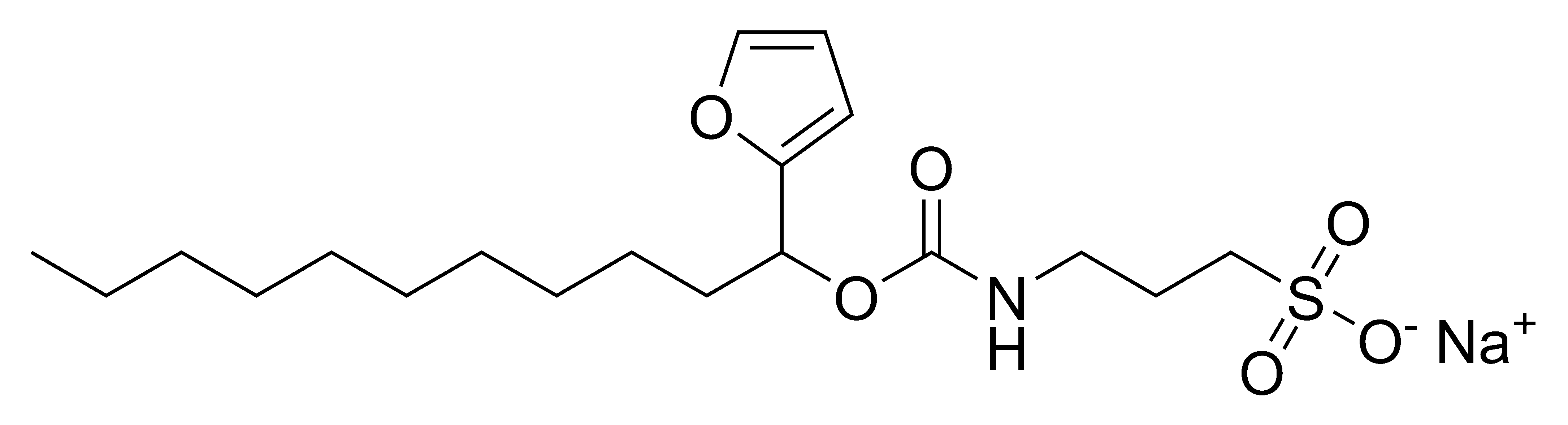
Protease Max.

Reste von Tensiden wie Natriumlaurylsulfat (SDS) oder Octyl-Glucosid können die Auswertung von massenspektrometrischen Daten erschweren. Die Entfernung der Tenside von den zu untersuchenden Peptiden z. B. nach einem In-Gel-Verdau ist oftmals unvollständig. Bei der Elektrospray-Ionisation stören Tenside mehr als beim MALDI-TOF. Dagegen sind Membranproteine und Lipide nur in Anwesenheit von Tensiden wasserlöslich. Daher wurden spaltbare Tenside entwickelt, die unter schwach sauren Bedingungen hydrolysieren, während die Peptide davon unberührt bleiben, z. B. 3-[3-(1,1-Bisalkyloxyethyl)pyridin-1-yl]propan-1-sulfonat (PPS), PPS mit Methanol, 3-{[1-(Furan-2-yl)undecyloxy]carbonylamino}propan-1-sulfonat (Protease MAX), 3-[(2-methyl-2-undecyl-1,3-dioxolan-4-yl)methoxy]-1-propansulfonat (RapiGest SF).

## Alternativen

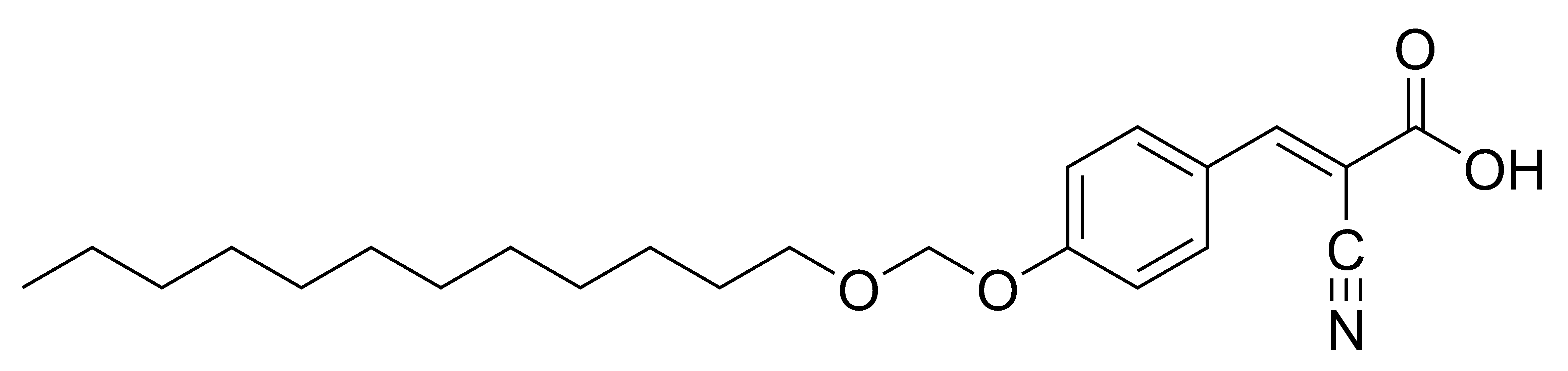
Spaltbares CHCA-Derivat.

Spaltbare amphiphile Derivate von α-Cyano-4-hydroxyzimtsäure (CHCA), die über Formaldehyd an Decanol gekoppelt wurden, müssen nicht entfernt werden, da sie gleichzeitig als Matrix in der MALDI-TOF-MS verwendet werden können. Ebenso kann eine Matrix aus α-Cyano-4-hydroxyzimtsäure mit Cetyltrimethylammoniumbromid bei der MALDI-TOF-MS verwendet werden. Es gibt Matrix-Mischungen, die weniger empfindlich gegenüber Tensiden sind.